# 곡성 태안사 광자대사탑비
곡성 태안사 광자대사탑비(谷城 泰安寺 廣慈大師塔碑)은 대한민국 전라남도 곡성군, 태안사에 있는 고려시대의 비석이다. 1963년 1월 21일 대한민국의 보물 제275호로 지정되었다.

## 개요
대안사에 있는 탑비로, 고려시대 승려 광자대사 윤다(允多)의 탑비이다.
광자대사는 대안사를 두 번째로 크게 번성케 한 스님으로, 경문왕 4년(864)에 태어나, 8세에 출가하였다. 사방을 다니다가 동리산에서 수도를 하였고, 그 뒤 가야갑사(迦耶岬寺)에서 계(戒)를 받아, 다시 동리산으로 돌아와서 승려가 되었다. 혜종 2년(945)에 82세로 입적하니, 왕은 시호를 ‘광자’라 내리었다.
비는 비문이 새겨진 몸돌이 파괴되어 일부 조각만이 남아 있으며, 거북받침 위에 머릿돌만 얹혀져 있는 상태이다. 거북은 목이 짧아보이기는 하지만, 머리의 표현이나 몸 앞쪽의 조각이 사실적이고 화려하게 표현되어 있다. 등 위로는 비를 얹기 위한 받침대가 새겨져 있는데, 옆면에 보이는 무늬가 어떤 것을 표현한 것인지 확인하기가 어렵다. 머릿돌에는 네 귀퉁이마다 이무기의 머리조각이 돌출되어 있고, 앞면에는 극락조로 보이는 새가 돋을새김되어 있다. 이러한 새 종류의 조각은 구례 연곡사 동 승탑(국보 제53호)나, 구례 연곡사 북 승탑(국보 제54호)에서 잘 나타나 있다.
비몸돌의 파손으로 비문은 거의 판독하기가 힘든 상태이지만 다행히 『조선금석총람』에 일부 글자가 빠진 채로 그 전문이 실려있어, 광자대사가 출가하여 법을 받고 전하는 과정, 공양왕의 옆에서 불심에 대한 문답을 한 일, 고려 태조로부터 극진한 대우를 받았던 일 등을 기록하고 있다.
비문의 글씨는 줄을 친 후 새겨 놓았는데, 전체적으로 건강한 힘이 느껴지고 은은한 기운이 감돌고 있어 통일신라에 비하여 서예가 훨씬 발전되었음을 여실히 보여주고 있다. 곳곳의 여러 조각들을 통해 다양한 장식을 표현하려 했던 참신한 의도가 엿보이는 이 비는 대사가 입적한지 5년 후인 광종 1년(950)에 세운 작품이다.

## 같이 보기
- 태안사

## 참고 자료
- 곡성 태안사 광자대사탑비 - 국가유산청 국가유산포털